# Pretérito anterior
El pretérito anterior es un tiempo verbal del español, correspondiente al modo indicativo. Tiene correspondencia con formas existentes en otras lenguas romances, y denota una acción pasada anterior, pero inmediata en el tiempo, a otra también pasada. Se forma con el pretérito perfecto simple o pretérito indefinido del verbo auxiliar, seguido del participio del verbo principal o auxiliado:
- Cuando hubo terminado de hablar, se fue.

El pretérito anterior ha caído en desuso en español coloquial, y ha sido reemplazado en todos los registros salvo los más formales por otra forma verbal como el pretérito pluscuamperfecto, el pretérito perfecto simple o indefinido, o incluso el infinitivo. El matiz de anterioridad inmediata a menudo se conserva cambiando el complemento circunstancial de tiempo por uno que indique esa inmediatez:
- Cuando hubo terminado de hablar, se fue.
- Cuando terminó de hablar, se fue.
- Al terminar de hablar, se fue.
- Habiendo terminado de hablar, se fue.

## Otros idiomas
En otras lenguas romances el pretérito anterior se emplea de manera similar, aunque en ciertos idiomas (como en francés), ya no se utiliza.

Aunque en español el verbo auxiliar siempre es haber, en idiomas como el francés e italiano algunos verbos, particularmente los que expresan movimiento, utilizan el verbo ser (être, essere) como auxiliar.
- Dès que le délinquant fut sorti de la chambre, la victime se mit à pleurer. (fr)
- Appena il delinquente fu uscito dalla stanza, la vittima si mise a piangere. (it)
- En cuanto el delincuente hubo salido del cuarto, la víctima se puso a llorar. (es)
- Tot just quan el delinqüent va haver sortit de la cambra, la víctima va esclafir a plorar. (ca)

La siguiente tabla muestra la conjugación del verbo dormir en español, francés, italiano y catalán:
| español                    | francés          | italiano            | catalán                                                |
| -------------------------- | ---------------- | ------------------- | ------------------------------------------------------ |
| yo hube dormido            | j'eus dormi      | io ebbi dormito     | jo vaig haver dormit o jo haguí dormit                 |
| tú hubiste dormido         | tu eus dormi     | tu avesti dormito   | tu vas haver dormit o tu hagueres dormit               |
| él hubo dormido            | il eut dormi     | egli ebbe dormito   | ell va haver dormit o ell hagué dormit                 |
| nosotros hubimos dormido   | nous eûmes dormi | noi avemmo dormito  | nosaltres vam haver dormit o nosaltres haguérem dormit |
| vosotros hubisteis dormido | vous eûtes dormi | voi aveste dormito  | vosaltres vau haver dormit o vosaltres haguéreu dormit |
| ellos hubieron dormido     | ils eurent dormi | essi ebbero dormito | ells van haver dormit o ells hagueren dormit           |

- Datos: Q1101896